# 约瑟夫·斯特凡
约瑟夫·斯特藩（1835年3月24日—1893年1月7日），奧匈帝國籍斯洛文尼亚裔物理学家、数学家、诗人。

## 生活和工作
斯特凡出生在奧地利帝国（今奥地利）圣彼得附近的村庄埃本塞尔。父亲Aleš Štefan是一个铣削工人，母亲Marija Startinik是一名女仆，他的父母是卡林西亚斯洛文尼亚人。
斯特凡在克拉根福進入了小學，在那里他展示了他的天赋。他们建议他继续他的学业，所以1845年他前往克拉根福接受中學教育。他经历了1848年革命以来，作为一个13岁的男孩，这激发了他要对斯洛文尼亚的文学产生同情。

## 外部連結
- Jožef Stefan （页面存档备份，存于）, in the Jožef Stefan Institute（英语：Jožef Stefan Institute） website
- "Josef Stefan: His life and legacy in the thermal sciences," （页面存档备份，存于） Experimental Thermal and Fluid Science, Volume 31, Issue 7, July 2007, Pages 795-803, by John C. Crepeau
- 約翰·J·奧康納; 埃德蒙·F·羅伯遜, ,  （英语）
- Extended biography of Josef Stefan, by John C. Crepeau
- 约瑟夫·斯特凡在數學譜系計畫的資料。